# Hesperia (Kalifornija)
Hesperia je grad u američkoj saveznoj državi Kalifornija. Prema popisu stanovništva iz 2010. u njemu je živjelo 90.173 stanovnika.